# 仁宣王后
仁宣王后張氏（1618年—1674年），本貫德水，新豊府院君張維與永嘉府夫人金氏之女。朝鲜王朝第17代君主孝宗（1619年－1659年）的王妃，第18代君主顯宗的生母。

## 生平
光海君十年（1618年、戊午年）十二月二十五日誕生，仁祖九年（1631年）與鳳林大君李淏成婚，初封「豐安府夫人」；二十三年（1645年）昭顯世子李𣳫過世，由李淏繼任為世子，張氏亦被封為世子嬪；二十七年（1649年），仁祖昇遐，世子李淏即位，封張氏為王妃。顯宗繼位後，尊為王大妃，顯宗二年（1661年）上尊號「孝肅」，稱「孝肅王大妃」。顯宗十五年（1674年）二月二十四日薨逝於慶德宮會祥殿，享年五十七歲。群臣上尊諡「仁宣」，又加上徽號「敬烈明獻」，全稱「孝肅敬烈明獻仁宣王后」。 

## 家族
| 关系 | 姓名     | 生卒年         | 备注         |
| ---- | -------- | -------------- | ------------ |
| 祖父 | 張雲翼   | 1561年－1599年 |              |
| 外祖 | 金尙容   | 1561年－1637年 |              |
| 父   | 張維     | 1587年－1638年 | 新豊府院君。 |
| 母   | 安東金氏 |                | 永嘉府夫人。 |
| 兄   | 張善瀓   | 1614年－1678年 |              |

### 子女
| 称号 | 姓名         | 生卒年         | 备注                                                       |
| ---- | ------------ | -------------- | ---------------------------------------------------------- |
| 長女 | 淑愼公主     | 早卒           | 朝鮮肅宗元年（清康熙十四年，1675年）八月初五日追贈為公主。 |
| 次女 | 淑安公主     | 1636年－1697年 | 下嫁益平君洪得箕。                                         |
| 三女 | 淑明公主     | 1640年－1699年 | 下嫁青平尉沈益顯。                                         |
| 長子 | 朝鮮顯宗李棩 | 1641年－1674年 |                                                            |
| 四女 | 淑徽公主     | 1642年－1696年 | 下嫁寅平尉鄭齊賢。                                         |
| 五女 | 淑靜公主     | 1646年－1668年 | 下嫁東平尉鄭載崙。                                         |
| 六女 | 淑敬公主     | 1648年－1671年 | 下嫁興平尉元夢鱗。                                         |
| 子   |              | 早夭           |                                                            |
| 子   |              | 早夭           |                                                            |

## 附註
1. ↑  .   [2013-03-02]. （原始内容存档于2020-04-18）.
2. ↑  .   [2013-03-02]. （原始内容存档于2019-02-22）.
3. ↑  一說生於1635年，卒於1637年。資料來源待查。
4. ↑  .   [2013-03-02]. （原始内容存档于2013-04-27）.
5. ↑  《祖妣淑安公主家狀》公主。孝宗大王第一女。生於丙子四月二十八日。……而以丁丑十二月。舊疾復添。以是月二十二日。遽棄不肖於駱東之正寢。去祖考棄世二十五年。春秋六十二。……
6. ↑  《承政院日記》顯宗元年（1660年）3月18日「……淑明公主庚辰生，淑徽公主壬午生，淑靜公主丙戌生，淑敬公主戊子生阿只氏，……」
7. ↑  《淑徽公主合葬墓誌》……以崇禎壬午二月卄七日生于瀋陽館，……以丙子十月卄七日卒，壽五十有五。……
8. ↑  《淑靜公主墓誌銘》……以仁祖卽位之二十四年丙戌十一月七日生，……
9. ↑  .   [2013-03-02]. （原始内容存档于2020-04-18）.
10. ↑  《淑敬公主行狀》……崇禎戊子正月二十九日生，……辛亥正月九日以痘痂卒，享年二十四。……
11. ↑  《龍洲先生遺稿·仁祖憲文烈武明肅純孝大王長陵誌》……我中殿張氏，右議政新豐府院君維之女，誕三男、五女。男王世子諱某，初封世孫，今陞儲位，女長淑安公主，下嫁益平尉洪得箕，次淑明公主，其次三公主皆幼，男二早卒。……
12. ↑  仁祖二十三年（1645年）九月九日，仁宣王后於私邸生產（嬰兒性別不詳，亦不知何時夭逝）
13. ↑  .   [2013-03-08]. （原始内容存档于2019-09-10）.

## 影視作品

### 電視劇
| 劇名                 | 時間           | 電視台 | 演員   | 備註 |
| -------------------- | -------------- | ------ | ------ | ---- |
| 大命                 | 1981年         | KBS    | 元美京 |      |
| 馬醫                 | 2012年－2013年 | MBC    | 金慧渲 |      |
| 宮中殘酷史－花的戰爭 | 2013年         | JTBC   | 李文贞 |      |

### 電影
| 片名 | 時間   | 導演   | 演員   | 備註                                                              |
| ---- | ------ | ------ | ------ | ----------------------------------------------------------------- |
|      | 1967年 | 崔銀姬 | 韓銀珍 | ①英文片名：One-sided Love of Princess ②南貞妊飾演女主角淑敬公主。 |